# Alexandra Lacrabère
Alexandra Maïté Lacrabère (Pau, 1987. április 27. –) olimpiai és világbajnok francia válogatott kézilabdázó, jobbátlövő. A válogatottban 2021-ben, klubcsapatában 2022-ben vonult vissza. Visszavonulását megelőzően a román Rapid București játékosa volt. Pályafutása során többek között a macedón Vardar Szkopje és a francia Fleury csapatában is játszott.

## Pályafutása
Lacrabère 2008-ig francia csapatokban játszott, aztán a spanyol BM Bera Berához igazolt. Ebben a csapatban szerepelt először nemzetközi kupában, négy mérkőzésen lépett pályára az EHF-kupában. Egy szezon után visszatért Franciaországba, ahol 2012-ben az Arvor 29 csapatával megnyerte a francia bajnokságot, és 125 gólt szerezve a bajnokság gólkirálya lett. A következő szezonra az orosz Zvezda Zvenyigorod játékosa lett. Ekkor lépett pályára először a Bajnokok Ligájában. Ezután újra francia csapatokban játszott, 2014-ben a Mios-Biganos-Bègles csapatával újra gólkirály lett a bajnokságban. 2016-tól a macedón bajnok ŽRK Vardar játékosa lett. A macedón csapattal 2017-ben Bajnokok Ligája döntőt játszott, és a Győri Audi ETO KC ellen hosszabbításos vereséget szenvedett. A döntőben lőtt 6 góljával ő volt csapatának legeredményesebb játékosa. 2018-ban ismét döntőbe jutott csapatával, amelyben újra a győri csapattal találkozott. A mérkőzés forgatókönyve az előző évihez hasonlóan alakult, a rendes játékidei döntetlent hosszabbításban kiharcolt győri siker követte. A szezon végén a macedón csapat tulajdonosa jelentősen csökkentette a csapat költségvetését, emiatt az összes idegenlégiós távozott. Lacrabère 2018 őszétől ismét Franciaországban, a Fleury Loiret Handball csapatában játszik.
A francia válogatottban 2006 óta játszik, rögtön első világversenyén, a 2006-os Európa-bajnokságon bronzérmet szerzett. A 2011-es világbajnokságon ezüstérmes lett. Négy olimpián vett részt, a 2008-as és a 2012-es olimpián 5. helyen végzett csapatával, majd a 2016-os olimpián ezüstérmet szerzett, ahol ő volt csapata legeredményesebb játékosa, a góllövőlista második helyén végzett és beválasztották a torna All-star csapatába. A 2021-re halasztott tokiói olimpián pedig aranyérmet nyert. A 2016-os Európa-bajnokságon bronzérmes lett, a következő világeseményen, a 2017-es világbajnokságon a döntőben Norvégiát legyőzve lett világbajnok.

## Sikerei
- Francia bajnokság győztese: 2012
- Európa-bajnokság bronzérmes: 2006, 2016
- Világbajnokság győztese: 2017
  - ezüstérmes: 2011
- Olimpiai bajnok: 2020
  - ezüstérmes: 2016